# Diego Domínguez (piloto de rally)
Diego Hugo Domínguez Stroessner (nacido el 20 de diciembre de 1972) es un piloto de rally paraguayo, múltiple campeón paraguayo de Rally en cuyo palmarés ostenta haber ganado el Rally del Chaco en cuatro ocasiones, siendo el primero en dar la victoria en la competencia chaqueña a Mitsubishi en 2001, a Kia en  2012, y a Hyundai en 2018. Es hijo de Humberto Domínguez Dibb, reconocido empresario y director del extinto Diario Hoy de Paraguay. Es padre a su vez de Diego Domínguez Bejarano, campeón de la WRC3 en 2024. 
Domínguez participó en la serie IRC así como en el Campeonato Mundial de Rally en el Rally Argentina. En el Rally Argentina de 2015 logró los primeros puntos de su carrera en el Mundial con un Ford Fiesta R5 al terminar octavo en la carrera. Domínguez ha participado en tres pruebas de la serie WRC 2 en Argentina en 2014, 2015 y 2018.
Ha ganado el Campeonato Sudamericano de Rally dos veces en 2014 y 2015. junto a Edgardo Galindo.